# Jack Root
Jack Root, de son vrai nom Janos Ruthaly, est un boxeur américain né le 26 mai 1876 à Frahelž, République tchèque, et mort le 10 juin 1963 à Los Angeles, Californie.

## Carrière
Passé professionnel en 1897, il est considéré comme le premier champion du monde des mi-lourds le 22 avril 1903 après sa victoire aux points en 10 rounds contre Kid McCoy. Battu dès son combat suivant par George Gardiner, Root échoue également dans sa tentative de s'emparer de la ceinture de champion du monde des poids lourds en 1905 face à Marvin Hart. Il met un terme à sa carrière l'année suivante puis sert dans l'armée américaine en tant que lieutenant pendant la Première Guerre mondiale. Plus tard encore, il devient président et manageur du réputé Los Angeles Olympic Auditorium.

## Distinction
- Jack Root est membre de l'International Boxing Hall of Fame depuis 2011[2].